# Tolépsi
Tolépsi är en ort i Burkina Faso.   Den ligger i provinsen Gnagna Province och regionen Est, i den östra delen av landet, 210 km öster om huvudstaden Ouagadougou. Tolépsi ligger 252 meter över havet och antalet invånare är 1 224.
Terrängen runt Tolépsi är mycket platt, och sluttar norrut. Runt Tolépsi är det ganska glesbefolkat, med 27 invånare per kvadratkilometer.. Närmaste större samhälle är Dadounga, 13,9 km norr om Tolépsi.
Trakten runt Tolépsi består i huvudsak av gräsmarker.